# Fenêtre flottante

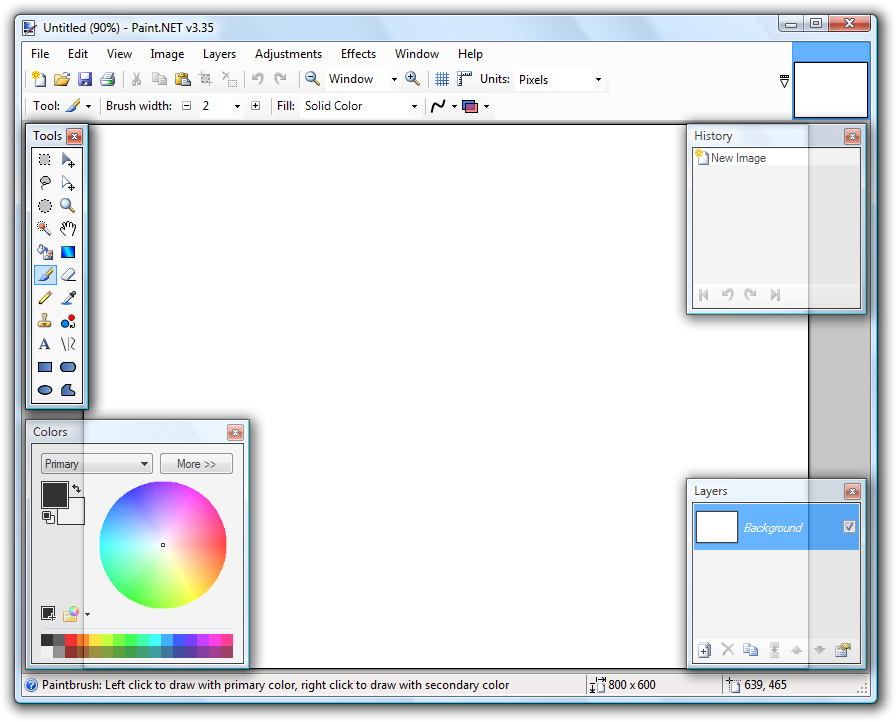
L’interface par défaut du logiciel Paint.NET utilise des fenêtres flottantes.

En informatique, une fenêtre flottante (aussi appelée palette flottante ou barre d’outils flottante ; en anglais, palette window, utility window ou floating palette) est une petite fenêtre qui flotte au-dessus des autres fenêtres et offre des outils ou des informations pour l'application active.
Dans le système d’exploitation Mac OS X, les fenêtres flottantes ont une barre de titre de format spécial pour les différencier des autres types de fenêtres.

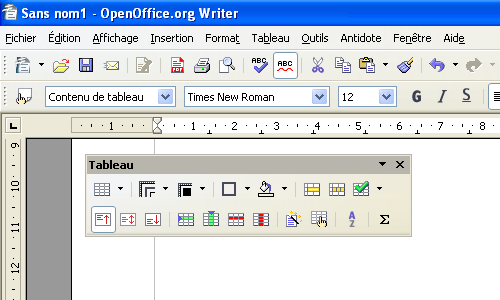
La boîte d'outils flottante « Tableau » dans le logiciel OpenOffice Writer.

## Barre d’outils flottante
Lorsqu’une fenêtre flottante contient des outils que l’on peut aussi retrouver dans une barre d'outils, on l’appelle barre d’outils flottante.
Certaines applications utilisent des barres d’outils flottantes pour offrir à l’utilisateur un moyen d'accéder à des outils tout en évitant l'encombrement des barres d'outils. 